# Tournefort (Alpes-Maritimes)
Pour les articles homonymes, voir Tournefort.
Tournefort est une commune française située dans le département des Alpes-Maritimes, en région Provence-Alpes-Côte d'Azur.
Ses habitants sont appelés les Tournefortois.

## Géographie

### Localisation
Commune située à 3 km de Massoins et 5 km de Villars-sur-Var.

### Géologie et relief
Le territoire communal, tout en longueur, coincé entre Massoins, Malaussène et la Tinée, est à cheval sur la crête du mont Falourde.
Les deux hameaux de la Courbaisse (sur la route de la Tinée), à l’entrée de la Mescla, étaient reliés au village par un chemin longeant le pic Charvet.

### Hydrographie et eaux souterraines
Cours d'eau sur la commune ou à son aval :
- fleuve le Var ;
- rivière la Tinée ;
- ruisseau de mal bosquet ;
- ravins des Clues, de la Chalanche ;
- vallons de Ginoire, de Laus, de Figgiette, de Barseil, de la Clapière.

### Climat
Pour des articles plus généraux, voir Climat de Provence-Alpes-Côte d'Azur et Climat des Alpes-Maritimes.
En 2010, le climat de la commune est de type climat méditerranéen altéré, selon une étude du Centre national de la recherche scientifique s'appuyant sur une série de données couvrant la période 1971-2000. En 2020, Météo-France publie une typologie des climats de la France métropolitaine dans laquelle la commune est dans une zone de transition entre le climat de montagne et le climat méditerranéen et est dans la région climatique  Var, Alpes-Maritimes, caractérisée par une pluviométrie abondante en automne et en hiver (250 à 300 mm en automne), un très bon ensoleillement en été (fraction d’insolation > 75 %), un hiver doux (8 °C) et peu de brouillards. 
Pour la période 1971-2000, la température annuelle moyenne est de 13,3 °C, avec une amplitude thermique annuelle de 16,2 °C. Le cumul annuel moyen de précipitations est de 972 mm, avec 5,8 jours de précipitations en janvier et 4,9 jours en juillet. Pour la période 1991-2020, la température moyenne annuelle observée sur la station météorologique de Météo-France la plus proche, « Ascros », sur la commune d'Ascros à 11 km à vol d'oiseau, est de 10,8 °C et le cumul annuel moyen de précipitations est de 930,1 mm. 
La température maximale relevée sur cette station est de 34,4 °C, atteinte le 18 juillet 2023 ; la température minimale est de −10,7 °C, atteinte le 28 février 2018,,. 
Les paramètres climatiques de la commune ont été estimés pour le milieu du siècle (2041-2070) selon différents scénarios d'émission de gaz à effet de serre à partir des nouvelles projections climatiques de référence DRIAS-2020. Ils sont consultables sur un site dédié publié par Météo-France en novembre 2022.

### Voies de communications et transports

#### Voies routières
Village accessible depuis la route des Alpes D 6202 (ex-RN 202), puis D 26 par Massoins, juste avant le pont de la Mescla.

### Intercommunalité
Commune membre de la Métropole Nice Côte d'Azur.

## Urbanisme

### Typologie
Au 1er janvier 2024, Tournefort est catégorisée commune rurale à habitat très dispersé, selon la nouvelle grille communale de densité à 7 niveaux définie par l'Insee en 2022.
Elle est située hors unité urbaine. Par ailleurs la commune fait partie de l'aire d'attraction de Nice, dont elle est une commune de la couronne,. Cette aire, qui regroupe 100 communes, est catégorisée dans les aires de 200 000 à moins de 700 000 habitants,.

### Occupation des sols
L'occupation des sols de la commune, telle qu'elle ressort de la base de données européenne d’occupation biophysique des sols Corine Land Cover (CLC), est marquée par l'importance des forêts et milieux semi-naturels (95,2 % en 2018), une proportion sensiblement équivalente à celle de 1990 (95,3 %). La répartition détaillée en 2018 est la suivante : 
forêts (63,7 %), milieux à végétation arbustive et/ou herbacée (28,2 %), espaces ouverts, sans ou avec peu de végétation (3,2 %), prairies (3,1 %), mines, décharges et chantiers (1,7 %).
L'évolution de l’occupation des sols de la commune et de ses infrastructures peut être observée sur les différentes représentations cartographiques du territoire : la carte de Cassini (XVIIIe siècle), la carte d'état-major (1820-1866) et les cartes ou photos aériennes de l'IGN pour la période actuelle (1950 à aujourd'hui).

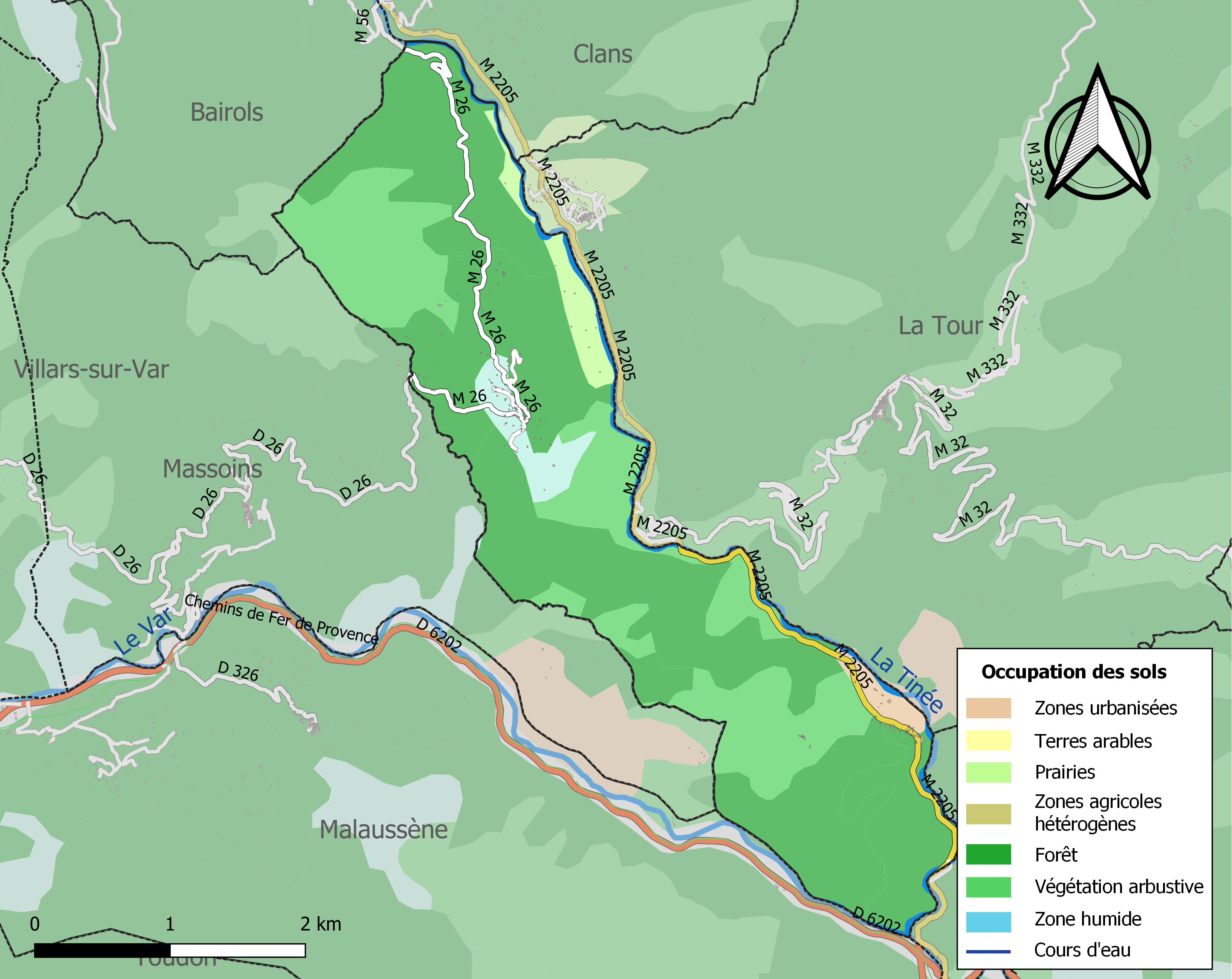
Carte de l'occupation des sols de la commune en 2018 (CLC).

#### Transports en commun
Transport en Provence-Alpes-Côte d'Azur
- Commune desservie par le réseau Lignes d'Azur[16].

##### Chemins de fer
- La ville la plus proche, Villars-sur-Var, est desservie par la ligne Nice - Digne des Chemins de fer de Provence (plus connue sous le nom du « train des Pignes »)[17].
- Gare du train des Pignes[18].

## Histoire
Tornafort est cité au XIIe siècle. Les chevaliers de l'ordre du Temple auraient occupé un hospice et des terres en 1176.
La seigneurie a appartenu à la famille des Tornaforte. Elle est associée à la vallée de Massoins et a été inféodée à Jean et Louis Grimaldi de Bueil en 1388. Le 14 février 1434, Jean Grimaldi a reçu l'hommage des habitants de Tournefort. Elle est passée aux Caissoti après l'exécution d'Annibal Grimaldi, en 1622. En 1723, elle est revenue à la famille piémontaise de Coni, les Bruno.
Le tremblement de terre du 23 février 1887 a causé des dégâts importants au village isolé sur son piton rocheux. Le vieux village a été abandonné au début du XXe siècle et était ruiné en 1916. Le dernier habitant aurait quitté le village en 1937 ou 1938. Le nouveau village est situé à « la Colle ». L'église Saint-Pierre datant du XVIIe siècle et le cimetière sont restés dans l'ancien village.

## Héraldique
| Blason de Tournefort | Blason  | D’azur au rocher d’argent mouvant de la pointe sommé d’un lys de jardin du même, surmonté d’une étoile de huit rais cousue de gueules. |
| Blason de Tournefort | Détails | Le statut officiel du blason reste à déterminer.                                                                                       |

## Politique et administration
| Période   | Période   | Identité          | Étiquette | Qualité       |
| --------- | --------- | ----------------- | --------- | ------------- |
| mars 2001 | mars 2014 | Jacques Tuticci   |           |               |
| mars 2014 | En cours  | Murielle Molinari | SE        | Fonctionnaire |

### Budget et fiscalité 2019
En 2019, le budget de la commune était constitué ainsi :
- total des produits de fonctionnement : 501 000 €, soit 3 038 € par habitant ;
- total des charges de fonctionnement : 241 000 €, soit 1 458 € par habitant ;
- total des ressources d'investissement : 332 000 €, soit 2 015 € par habitant ;
- total des emplois d'investissement : 291 000 €, soit 1 763 € par habitant ;
- endettement : 223 000 €, soit 1 351 € par habitant.

Avec les taux de fiscalité suivants :
- taxe d'habitation : 7,09 % ;
- taxe foncière sur les propriétés bâties : 25,00 % ;
- taxe foncière sur les propriétés non bâties : 55,81 % ;
- taxe additionnelle à la taxe foncière sur les propriétés non bâties : 0,00 % ;
- cotisation foncière des entreprises : 0,00 %.

Chiffres clés Revenus et pauvreté des ménages en 2017 : médiane en 2017 du revenu disponible, par unité de consommation : 20 460 €.

## Population et société

### Démographie

#### Évolution démographique
L'évolution du nombre d'habitants est connue à travers les recensements de la population effectués dans la commune depuis 1793. Pour les communes de moins de 10 000 habitants, une enquête de recensement portant sur toute la population est réalisée tous les cinq ans, les populations de référence des années intermédiaires étant quant à elles estimées par interpolation ou extrapolation. Pour la commune, le premier recensement exhaustif entrant dans le cadre du nouveau dispositif a été réalisé en 2005.

En 2022, la commune comptait 147 habitants, en évolution de −10,37 % par rapport à 2016 (Alpes-Maritimes : +2,85 %, France hors Mayotte : +2,11 %).
| 1793 | 1800 | 1806 | 1822 | 1838 | 1848 | 1858 | 1861 | 1866 |
| ---- | ---- | ---- | ---- | ---- | ---- | ---- | ---- | ---- |
| 173  | 165  | 163  | 194  | 196  | 242  | 220  | 194  | 239  |

| 1872 | 1876 | 1881 | 1886 | 1891 | 1896 | 1901 | 1906 | 1911 |
| ---- | ---- | ---- | ---- | ---- | ---- | ---- | ---- | ---- |
| 240  | 195  | 173  | 181  | 239  | 222  | 250  | 208  | 200  |

| 1921 | 1926 | 1931 | 1936 | 1946 | 1954 | 1962 | 1968 | 1975 |
| ---- | ---- | ---- | ---- | ---- | ---- | ---- | ---- | ---- |
| 133  | 102  | 138  | 122  | 71   | 61   | 43   | 37   | 46   |

| 1982 | 1990 | 1999 | 2005 | 2006 | 2010 | 2015 | 2020 | 2022 |
| ---- | ---- | ---- | ---- | ---- | ---- | ---- | ---- | ---- |
| 46   | 93   | 143  | 164  | 154  | 138  | 162  | 149  | 147  |

### Enseignement
Établissements d'enseignements :
- écoles maternelles et primaires à Malaussène, Villars-sur-Var, Clans ;
- collèges à Saint-Martin-du-Var, Roquebillière, Saint-Sauveur-sur-Tinée ;
- lycée à Valdeblore.

### Santé
Professionnels et établissements de santé :
- médecins à Levens, Roquebillière, Carros[29] ;
- pharmacie à Gilette ;
- hôpitaux à Roquebillière, Nice[30].

### Cultes
- Culte catholique, Paroisse Notre-Dame du Var[31], Diocèse de Nice.

## Économie

### Entreprises et commerces

#### Agriculture
- La ferme da Cousta, produits de la ferme Agriculture biologique de montagne[32].

#### Tourisme
- Gîte de groupes[33].

#### Commerces-industries
- Usine d'Égleros, construite en 1951. Elle est alimentée par une conduite forcée dérivant les eaux de la Tinée.

## Lieux et monuments

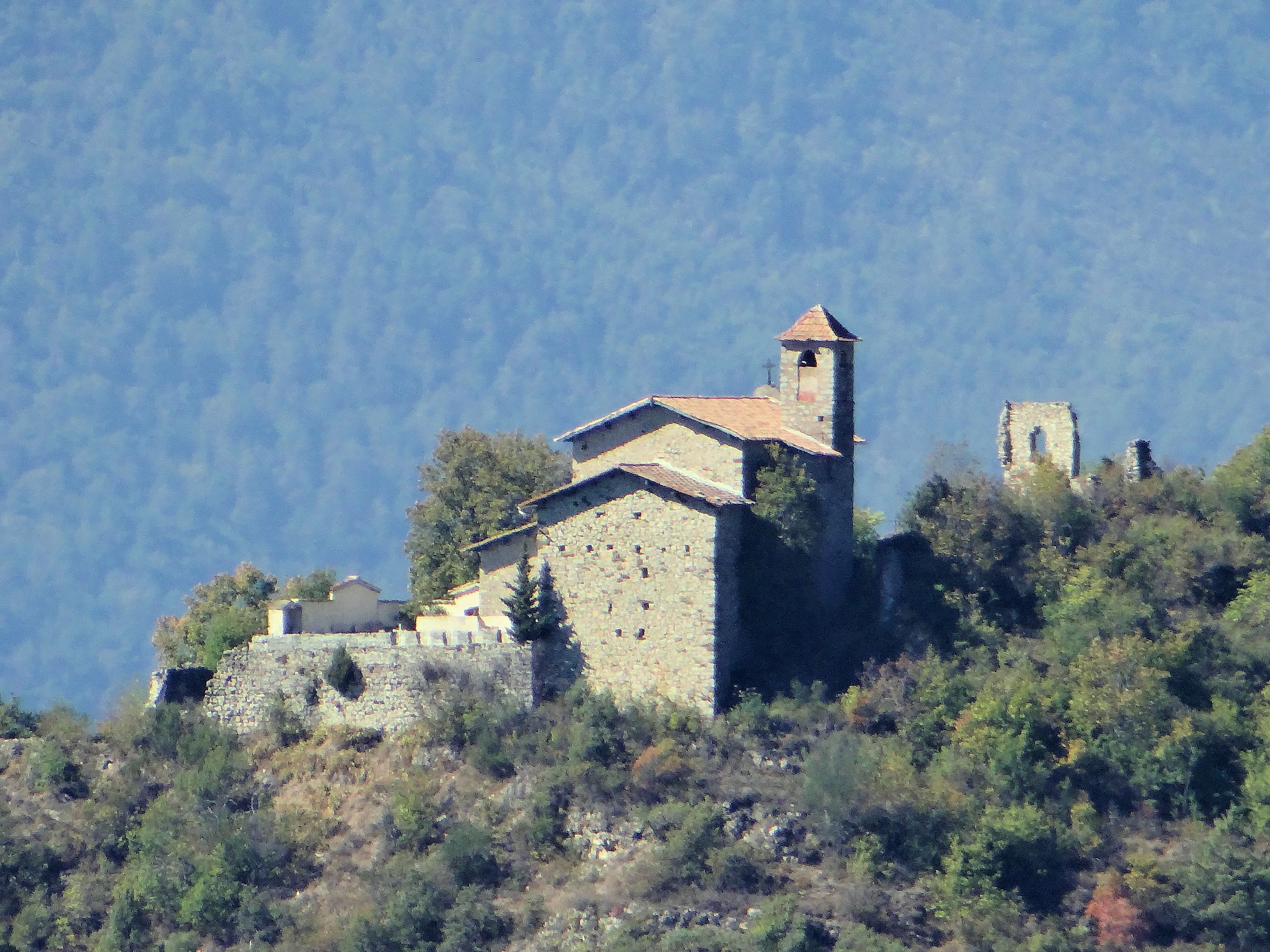
Église du vieux village et ruines vues de La Tour.

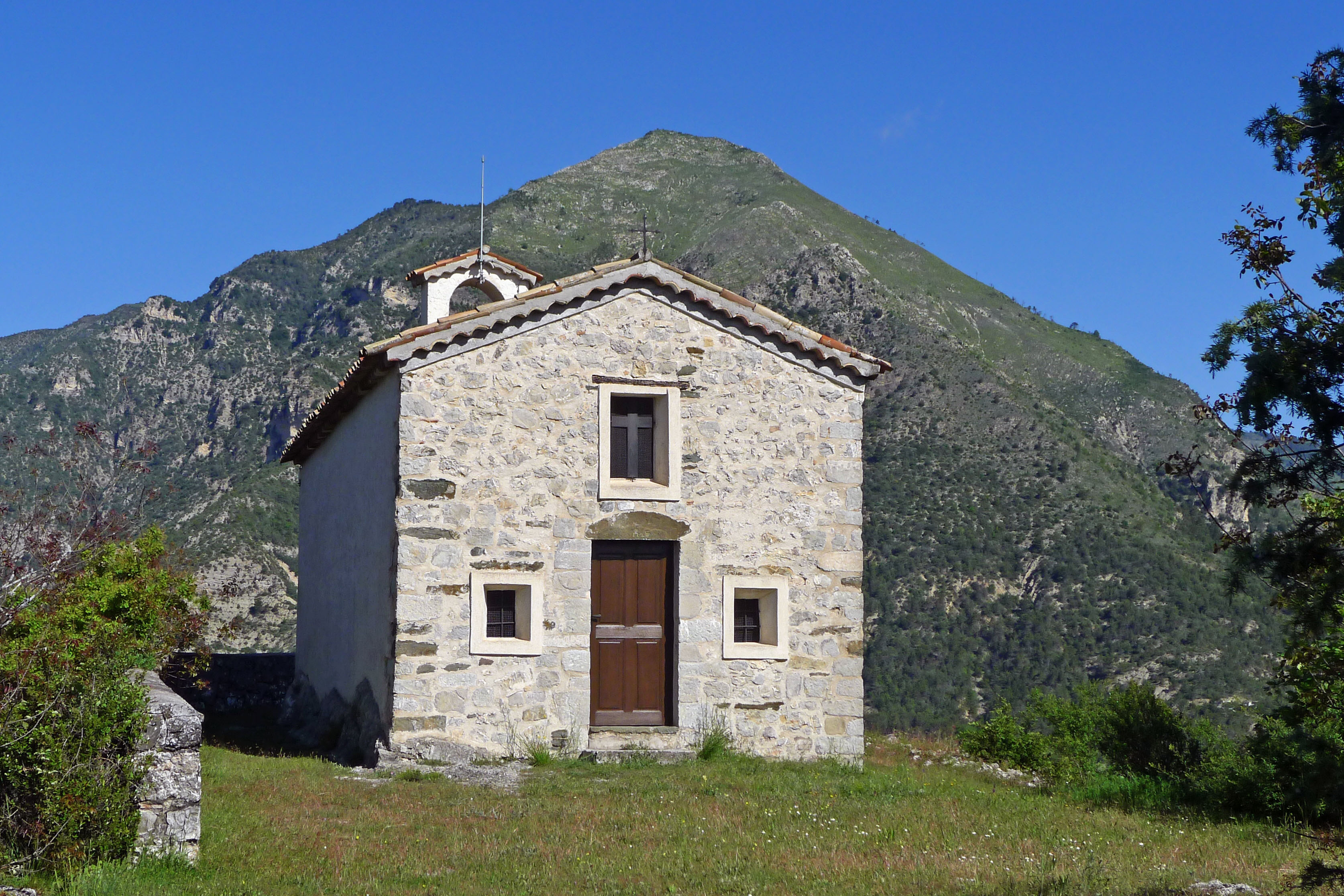
La chapelle Saint-Antoine.

- Église Saint-Pierre dans le vieux village[34]. L'église est nommée San Pietro en 1658, San Pietro « in vinculis » en 1752. Elle a été restaurée en 1862, puis de nouveau après le tremblement de terre de 1887. La toiture et les chenaux ont été refaits en 1962.
- Chapelle Saint-Antoine-de-Padoue[35], chapelle de Pénitents, dans l'ancien village.
- Chapelle Saint-Martin, en ruines. C'est peut-être l'implantation du village primitif remontant aux Ligures.
- Monument aux morts[36]. Conflits commémorés : 1914-1918.
- Dans l'ancien village, ruines du château[37] et des maisons.
- Fort de Picciarvet ou du Pic Carvet construit à la confluence de la Tinée et du Var[38], entre 1883 et 1890, pour protéger Nice[39].
- Ouvrage fortifié dit chiuse de Bauma Negra, de la place forte de Nice[40].
- Ponts sur la Tinée de Tournefort[41], au moulin de Tournefort, vestiges d'un pont datant probablement du IIIe siècle[42],  l'autre du XVIIe siècle. Les volontaires de la Lozère y avaient installé deux canons en 1793[43].

## Personnalités liées à la commune
- Jehan de Tournafort, prieur de l'abbaye de Lérins, entre 1365 et 1399. Il a reçu à l'abbaye les reliques de saint Honorat et a été évêque de Nice en 1382.